# 금학로
금학로(Guemhak-ro/金鶴路)는 경기도 용인시 처인구 삼가동부터 처인구 동부동까지의 약 5 km의 도로이다. 도로명은 경안천의 지류인 금학천에서 유래하였다.

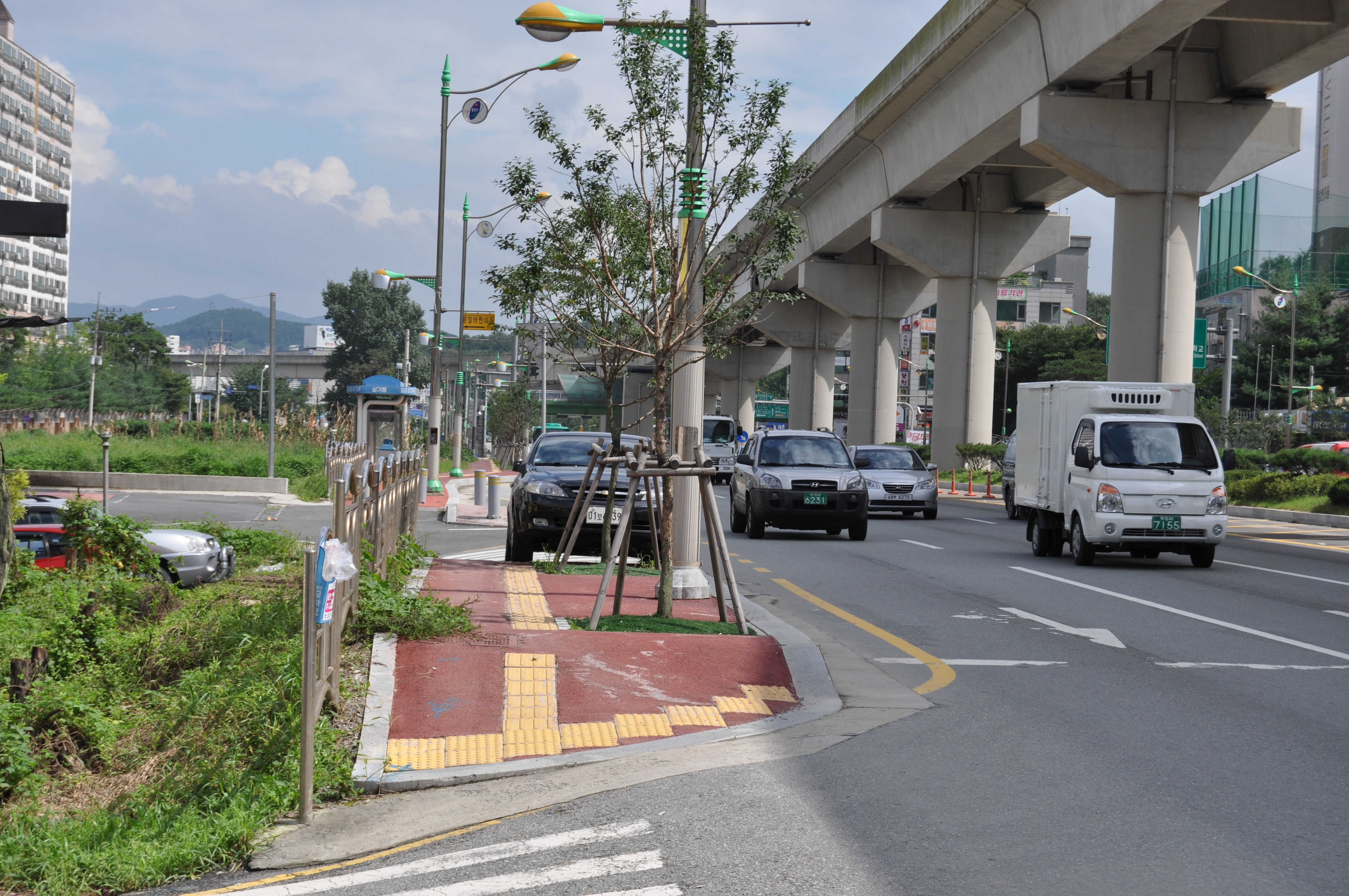
금학로 삼가동부근

## 주요 경유지
용인시 처인구 삼가동에서 동부동까지 이어진다.

## 노선
| 이름                        | 접속 노선                                    | 소재지 | 소재지 | 소재지 | 소재지 | 비고 |
| --------------------------- | -------------------------------------------- | ------ | ------ | ------ | ------ | ---- |
| (이름없음, 삼가삼거리 근처) | 삼가로                                       | 경기도 | 용인시 | 처인구 | 삼가동 |      |
| 행정타운입구사거리          | 구 국도 제42호선 (중부대로) 중부대로1262번길 | 경기도 | 용인시 | 처인구 | 삼가동 |      |
| 첫다리교차로                | 지방도 제321호선 성산로                      | 경기도 | 용인시 | 처인구 | 역북동 |      |
| 명지대역사거리              | 중부대로1299번길 금학로235번길               | 경기도 | 용인시 | 처인구 | 역북동 |      |
| 김량장역사거리              | 낙은로 금령로13번길                          | 경기도 | 용인시 | 처인구 | 중앙동 |      |
| 운동장ㆍ송담대역사거리      | 국도 제45호선 (백옥대로)                     | 경기도 | 용인시 | 처인구 | 중앙동 |      |
| 김량대교사거리              | 경안천로                                     | 경기도 | 용인시 | 처인구 | 중앙동 |      |
| 실내체육관후문교차로        | 금령로140번길                                | 경기도 | 용인시 | 처인구 | 동부동 |      |
| 실내체육관사거리            | 국가지원지방도 제98호선 (고림로)             | 경기도 | 용인시 | 처인구 | 동부동 |      |
| 용마초등학교사거리          | 금령로173번길                                | 경기도 | 용인시 | 처인구 | 동부동 |      |
| 자이아파트2삼거리           | 금령로187번길                                | 경기도 | 용인시 | 처인구 | 동부동 |      |
| 동부동 행정복지센터 사거리  | 구 국도 제42호선 (중부대로) 중부대로1576번길 | 경기도 | 용인시 | 처인구 | 동부동 |      |

## 주요시설
- 용마초등학교 금학로 471-1